# Allium rotundum
Espèce
Classification APG III (2009)

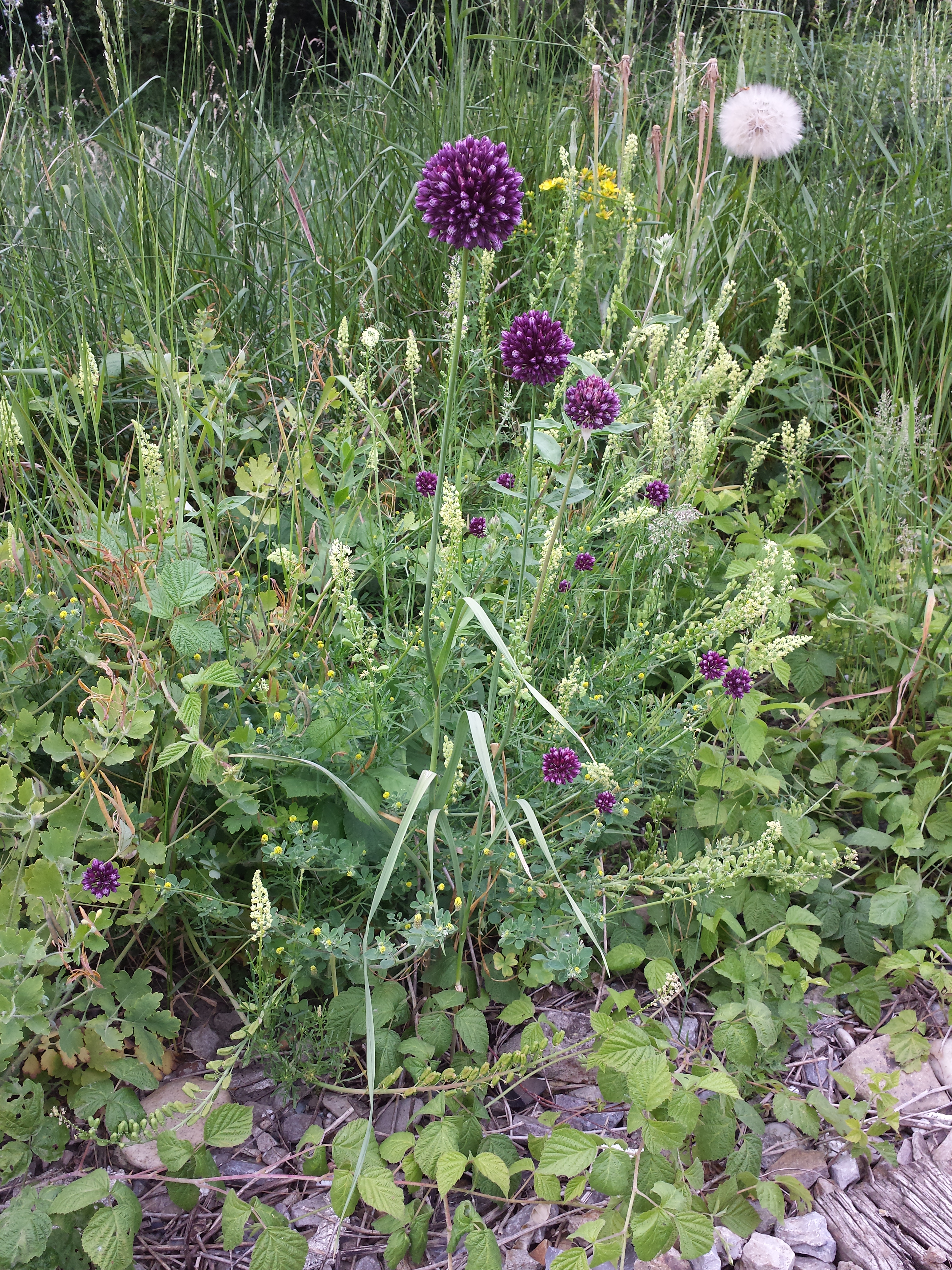
ail à fleurs violettes au milieu d'autres espèces.

Allium rotundum, dont les noms communs sont poireau à tête ronde ou ail à fleurs violettes, est une espèce d'oignon sauvage présente en Eurasie et Afrique du Nord. Son aire de répartition naturelle s'étend de l'Espagne et du Maroc à l'Iran et à la Russie européenne. Il un peu naturalisé dans certaines parties des États-Unis (Michigan et Iowa).L'espèce pousse dans des habitats perturbés tels que les bords de routes, les champs cultivés, etc,,,,,

 Allium rotundum  produit de grandes touffes de 50 bulbes en forme d'œufs, chacun pouvant atteindre 1,5 cm de long. Les feuilles mesurent jusqu'à 40 cm de long. Les hampes florales mesurent jusqu'à 90 cm de haut. Les ombelles sont visibles de loin et peuvent contenir jusqu'à 200 fleurs. 
Les fleurs sont en forme de cloche, jusqu'à 7 mm de diamètre ; tépales violets, parfois à marges blanches ; anthères jaunes ou violettes ; pollen jaune ou blanc,,.
Les feuilles sont consommées par les grecs de Crimée.